# Ali de Vries
Alida Elisabeth Christina de Vries, detta Ali (Den Helder, 9 agosto 1914 – Amsterdam, 21 gennaio 2007), è stata una velocista olandese.
Nel 1936 prese parte ai Giochi olimpici di Berlino, classificandosi quinta nella staffetta 4×100 metri corsa con Kitty ter Braake, Fanny Blankers-Koen e Lies Koning, mentre nei 100 metri piani fu eliminata durante le qualificazioni.

## Palmarès
| Anno | Manifestazione  | Sede    | Evento      | Risultato | Prestazione | Note |
| ---- | --------------- | ------- | ----------- | --------- | ----------- | ---- |
| 1936 | Giochi olimpici | Berlino | 100 m piani | Batteria  | 13"0        |      |
| 1936 | Giochi olimpici | Berlino | 4×100 m     | 5ª        | 48"8        |      |